# Джедичи
Джедичи (на сръбски: Ђедићи) е село в Босна и Херцеговина, разположено в община Требине, в ентитета на Република Сръбска. Населението му според преброяването през 2013 г. е 8 души, от тях: 8 (100,00 %) сърби.

## Население
Численост на населението според преброяванията през годините:
- 1961 – 58 души
- 1971 – 58 души
- 1981 – 49 души
- 1991 – 33 души
- 2013 – 8 души